# Dindica semipallens
Dindica semipallens là một loài bướm đêm trong họ Geometridae.